# Santo Anzà
Santo Anzà (Catània, 17 de novembre de 1980) és un ciclista italià, professional des del 2003 al 2011.
En el seu palmarès destaca la victòria al Giro de Romanya de 2006 i el Brixia Tour de 2008.

## Palmarès
- 2002
  - 1r a la Freccia dei Vini
- 2006
  - 1r al Giro de Romanya
- 2007
  - 1r al Trofeu Melinda
- 2008
  - 1r al Brixia Tour i vencedor d'una etapa
- 2009
  - Vencedor d'una etapa del Brixia Tour

### Resultats al Giro d'Itàlia
- 2006. 109è de la classificació general